# Musée de l'orfèvrerie Bouilhet-Christofle
Pour les articles homonymes, voir Musée de l'orfèvrerie.
Le musée de l'orfèvrerie Bouilhet-Christofle est un musée, fondé en 1875 et fermé en 2008, qui a exposé au 112 rue Ambroise-Croizat à Saint-Denis (Seine-Saint-Denis) les collections historiques de la maison française d'orfèvrerie Christofle.
C'était l'un des deux musées de la maison Christofle avec celui de Paris, fermé la même année.

## Historique
Installé dans l'usine dionysienne de Christofle, en 1966, le musée de l'orfèvrerie Bouilhet Christofle est réaménagé en 2002 sur le même site. Le bâtiment du XIXe siècle est classé monument historique.
Le musée ferme définitivement ses portes au public en 2008, à la suite de la vente du site par l'entreprise.
Le bâtiment trouve alors des usages transitoires, notamment pour des ateliers d'artistes s'ajoutant à l'installation d'un fondeur d'art, avant son rachat par un promoteur en 2016, l'intervention d'un architecte spécialisé sur la reconversion de ce type de site, et le lancement d'un appel à candidatures en 2018 pour de nouveaux usages et un réaménagement du site.

## Collections
Les collections du musée exposaient plus de 2 000 pièces. Les thèmes évoqués illustraient non seulement l’histoire de l’entreprise mais aussi les techniques appliquées à l’orfèvrerie, comme celle dite des « empreintes naturelles », employée à l’époque de l’art nouveau, ou la galvanoplastie, utilisée pour la réalisation des trophées d’animaux destinés aux concours agricoles.
On pouvait y voir l’évolution des arts décoratifs, à travers plus de 150 ans de création, ou encore des traditions de la table aux XIXe et XXe siècles.